# Saint-Sauveur-de-Pierrepont
Saint-Sauveur-de-Pierrepont és un municipi francès situat al departament de la Manche i a la regió de Normandia. L'any 2007 tenia 133 habitants.

## Demografia

### Població
El 2007 la població de fet de Saint-Sauveur-de-Pierrepont era de 133 persones. Hi havia 48 famílies de les quals 20 eren unipersonals (8 homes vivint sols i 12 dones vivint soles), 12 parelles sense fills i 16 parelles amb fills.
La població ha evolucionat segons el següent gràfic:
Habitants censats

### Habitatges
El 2007 hi havia 89 habitatges, 57 eren l'habitatge principal de la família, 30 eren segones residències i 1 estava desocupat. Tots els 89 habitatges eren cases. Dels 57 habitatges principals, 48 estaven ocupats pels seus propietaris, 8 estaven llogats i ocupats pels llogaters i 1 estava cedit a títol gratuït; 3 tenien dues cambres, 14 en tenien tres, 13 en tenien quatre i 27 en tenien cinc o més. 48 habitatges disposaven pel capbaix d'una plaça de pàrquing. A 33 habitatges hi havia un automòbil i a 17 n'hi havia dos o més.

### Piràmide de població
La piràmide de població per edats i sexe el 2009 era:
| Homes | Edats   | Dones |
| ----- | ------- | ----- |
| 0     | 95 o +  | 0     |
| 0     | 90 a 94 | 0     |
| 0     | 85 a 89 | 0     |
| 0     | 80 a 84 | 0     |
| 4     | 75 a 79 | 16    |
| 0     | 70 a 74 | 0     |
| 12    | 65 a 69 | 0     |
| 8     | 60 a 64 | 12    |
| 4     | 55 a 59 | 4     |
| 4     | 50 a 54 | 0     |
| 8     | 45 a 49 | 4     |
| 0     | 40 a 44 | 0     |
| 4     | 35 a 39 | 12    |
| 4     | 30 a 34 | 4     |
| 0     | 25 a 29 | 0     |
| 4     | 20 a 24 | 0     |
| 0     | 15 a 19 | 4     |
| 12    | 10 a 14 | 4     |
| 0     | 5 a 9   | 0     |
| 8     | 0 a 4   | 0     |

## Economia
El 2007 la població en edat de treballar era de 77 persones, 52 eren actives i 25 eren inactives. De les 52 persones actives 48 estaven ocupades (29 homes i 19 dones) i 4 estaven aturades (2 homes i 2 dones). De les 25 persones inactives 8 estaven jubilades, 6 estaven estudiant i 11 estaven classificades com a «altres inactius».

### Ingressos
El 2009 a Saint-Sauveur-de-Pierrepont hi havia 55 unitats fiscals que integraven 127 persones, la mediana anual d'ingressos fiscals per persona era de 12.225 €.

### Activitats econòmiques
Els 2 establiments que hi havia el 2007 eren d'empreses de comerç i reparació d'automòbils.
L'únic establiment comercial que hi havia el 2009 era una carnisseria.
L'any 2000 a Saint-Sauveur-de-Pierrepont hi havia 12 explotacions agrícoles.

## Poblacions més properes
El següent diagrama mostra les poblacions més properes.